# Derek Cianfrance
Derek M. Cianfrance, född 23 januari 1974 i Lakewood, Colorado, är en amerikansk regissör, manusförfattare, filmfotograf och filmklippare.
Cianfrance har bland annat skrivit och regisserat filmerna Blue Valentine och The Place Beyond the Pines som båda har Ryan Gosling i huvudrollen.
Genombrottsfilmen Blue Valentine var mycket svår att finansiera - och Cianfrance har ofta talat om hur arbetet tog mer än tio år och att manuset genomgick 66 omskrivningar. Cianfrance har ofta hyllats för sitt organiska och autenticitetssökande sätt att arbeta med skådespelare. Själv uppger han sig vara inspirerad av John Cassavetes repetitionstekniker.